# Organisations syndicales professionnelles françaises
Pour un article plus général, voir Syndicat en France.
Vous pouvez aider à l'améliorer ou bien discuter des problèmes sur sa page de discussion.
- Certaines informations devraient être mieux reliées aux sources mentionnées dans la bibliographie ou les liens externes. Améliorez sa vérifiabilité en les associant par des références. (Marqué depuis février 2008)
- Il contient une ou plusieurs listes. Le texte gagnerait à être rédigé sous la forme d’un ou plusieurs paragraphes synthétiques, afin d’être plus agréable à lire. (Marqué depuis novembre 2012)
- Il adopte un point de vue régional ou culturel particulier et nécessite une internationalisation. (Marqué depuis septembre 2014)

En France, les organisations syndicales professionnelles sont des syndicats professionnels en prises directes avec les professions ; elles s’attachent à défendre les intérêts des adhérents de leur branche professionnelle ou branche d'activité respective, y compris par la pratique du lobbying.
Les organisations professionnelles de branche peuvent être affiliées à une des confédérations représentatives au niveau national, ou bien peuvent être indépendantes. Elles peuvent aussi être regroupées dans des interprofessions.
Ces différentes organisations sont consultées par l’État à propos de leur secteur économique et social respectif. De plus, ces organisations ont des activités de négociations entre elles visant à faire évoluer les conditions de travail.

## Liste
À noter : CCN signifie Convention collective nationale et NAF Nomenclature des activités françaises.

### Professions libérales
- Union nationale des professions libérales (UNAPL), confédération interprofessionnelle réunissant une soixantaine d'organismes des professions libérales[1].
- Chambre nationale des professions libérales, (CNPL) confédération interprofessionnelle des professions libérales[2].
- Société française des traducteurs (SFT), syndicat des métiers de la traduction (traducteurs, interprètes, terminologues...).

### Justice
- Syndicat de la magistrature
- Union syndicale des magistrats
- Syndicat des avocats de France

### Radiodiffusion
code NAF 922 A, CCN 3285
- Syndicat national des radios libres (SNRL) membre de l'UDES et de la FESAC
- F3C CFDT
- SIRTI
- Spect

### Police (nationale et municipale)
- Alliance Police nationale
- UNITE Police
- Syndicat général de la police-Force ouvrière
- UNSA Police
- Syndicat général des personnels administratifs, techniques, scientifiques et infirmiers de la police (HORIZON - SGPATSI)
- Fédération professionnelle indépendante de la police (FPIP)
- Syndicat la Police En Avant![3].
- Syndicat National des Policiers Municipaux (SNPM), syndicat affilié à la CFE-CGC.
- l'Union syndicale professionnelle des policiers municipaux
- Syndicat de défense des policiers municipaux (SDPM)

### Éducation nationale
Ainsi que les syndicats suivant (qui n'ont pas de représentant élu dans l'une des commissions administratives paritaires nationales)
- Confédération nationale du travail - Fédération des travailleurs de l'Éducation (CNT-FTE) issu du syndicalisme révolutionnaire et de l'anarcho-syndicalisme, principalement dans le secondaire et dans les universités.

### Industrie

#### Ameublement
- l'Ameublement français, UNIFA, Union Nationale des Industries Françaises de l'Ameublement

#### Mécanique
- FIM, Fédération des industries mécaniques[4].
- AFOP, syndicat professionnel optique photonique[5].
- SYMOP, syndicat des entreprises de technologie de production[6]
- CISMA, syndicat des équipements pour la construction, les infrastructures, la sidérurgie et la manutention[7].

#### Plasturgie - CCN n° 292
- Fédération de la plasturgie et des composites, déclare en 2018 à la HATVP des dépenses de lobbying d’un montant compris entre 25 000 et 50 000 euros[8].
- Plastalliance Syndicat National de la plasturgie, des composites, des bioplastiques et de la fabrication additive[9]
- Green Plasturgie[10]

#### Énergie
Organisations patronales
- UFE, Union française de l'électricité.
- AFG, Association française du gaz, déclare en 2018 à la HATVP des dépenses de lobbying d’un montant compris entre 100 000 et 200 000 euros[11].
- UNEMIG, Union nationale des employeurs des industries gazières
- CFBP, Comité français du butane et propane[12], déclare en 2018 à la HATVP des dépenses de lobbying d’un montant compris entre 100 000 et 200 000 euros[13].
- GIFEN, Groupement des industriels français de l'énergie nucléaire
- SER, Syndicat des énergies renouvelables[14], déclare en 2018 à la HATVP des dépenses de lobbying d’un montant compris entre 500 000 et 600 000 euros[15].
- FEE, France énergie éolienne, branche éolienne du SER[16], déclare en 2018 à la HATVP des dépenses de lobbying d’un montant inférieur à 10 000 euros[17].
- SOLER, Groupement français des professionnels du solaire photovoltaïque, branche photovoltaïque du SER[18].
- ESTERIFRANCE, Syndicat professionnel français des transestérificateurs d'huiles végétales et de graisses animales, déclare en 2018 à la HATVP des dépenses de lobbying d’un montant inférieur à 10 000 euros[19].

Syndicats de Salariés
- CFE-CGC Energies[20] - CFE-CGC
- Fédération Nationale Mines Énergies - CGT (FNME-CGT)
- Fédération Nationale de l'Énergie et des Mines - Force ouvrière (FNEM-FO)
- Fédération Chimie Énergie - CFDT (FCE-CFDT)
- SUD Énergie
- Fédération Chimie Mines Textile Énergie - CFTC (CFTC-CMTE)

##### Pétrole (industrie du) -CCNno3001
codes NAF 23.2Z, 50.5Z, 51.5A, 60.3Z, 63.1E, 63.2E
- Association nationale des sociétés vétérinaires d'achats et de distribution de médicaments (ANSVADM)
- CSP
- CSR
- Fédération des industries chimiques, CGT FO
- Fédération des Entreprises de la Beauté
- Fédération nationale de la pharmacie, CGT FO
- Fédération nationale des industries chimiques, CFTC
- Fédération nationale des industries chimiques CGT
- Fédération nationale du personnel d'encadrement des industries chimiques, parachimiques et connexes, CFE CGC
- Fédération unifiée des industries chimiques, CFDT
- FIPEC
- FNCG
- FNEEC
- SETP
- Syndicat de l'industrie du médicament vétérinaire (SIMV)
- Syndicat des fabricants de réactifs de laboratoire (SFRL)
- Syndicat des personnels de l'industrie du pétrole (SPIP) CFE CGC pétrole
- Syndicat national de la fabrication et du commerce des produits à usage pharmaceutique et parapharmaceutique (FACOPHAR)
- Syndicat national de l'industrie pharmaceutique
- Union des industries chimiques
- Union française des industries pétrolières
- UNIPHAR

#### Fabriques d’articles de papeterie et de bureau -CCNno3019
codes NAF 21.2B, 21.2G, 22.1J, 22.2C et 25.2G
- F.I.L.P.A.C.-C.G.T - Fédération des industries du livre et du papier carton
- FUC-CFDT
- Fédération des syndicats de fabricants d'articles de papeterie et, pour les syndicats de salariés :
- Fédération force ouvrière du papier carton
- Fédération française des syndicats de la communication graphique écrite et audiovisuelle (CFTC)
- Syndicat national F.I.B.0.P.A.-C.F.E.-C.G.C. du personnel d'encadrement de la filière bois-papier

#### Abattoirs, ateliers de découpe, conditionnement de volailles -CCNno3111
code NAF 151C
- Comité national des abattoirs et ateliers de découpe de volailles, lapins, chevreaux (CNADEV)
- Fédération des industries avicoles
- Fédération générale agroalimentaire FGA - CFDT
- Fédération générale des travailleurs de l'agriculture et de l'alimentation FGTA - FO
- Fédération nationale des syndicats de l'alimentaire CFTC

### Artisanat

#### Cordonnerie - CCNno3015
codes NAF 52.7A.A, 52.7A.B et 19.3Z.J.
- fédération des industries de l'habillement, du cuir et du textile (HACUITEX) CFDT
- fédération du personnel d'encadrement de la production, de la transformation, de la distribution et des services et organismes agroalimentaires et des cuirs et peaux CFE-CGC
- fédération générale Force ouvrière des cuirs, du textile, de l'habillement (FO-CTH)
- fédération nationale des cordonniers de France
- Fédération textile habillement cuir CGT
- fédération textile, habillement, cuir et industries connexes CFTC

### Commerce
- CEDI - Confédération européenne des indépendants de France
- CIDUNATI - Confédération Intersyndicale de Défense et d'Union Nationale des Travailleurs Indépendants
- SCPNS - Syndicat des commerçants - Professionnels non-sédentaires
- SECI-UNSA - Syndicat des Employés du Commerce et des Interprofessionnels

### Santé
- Toute fonction dans la sécurité et santé au travail :
  - A.G.I.R (Assemblée Générale Interprofessionnelle Représentative)
- Chiropracteurs :
  - Association Française de Chiropraxie (AFC)
- Médecins :
  - CSMF, Confédération des syndicats médicaux français;
  - FMF, Fédération des médecins de France;
  - MG France, Syndicat des médecins généralistes français;ufml-syndicat
  - SML, Syndicat des Médecins Libéraux ;
  - SMG, Syndicat de la Médecine Générale ;
  - SNDV, Syndicat National des Dermato-Vénéréologues.
  - SNPHAR-e, Syndicat national des praticiens hospitaliers anesthésistes-réanimateurs élargi.
  - SUdF, syndicat français de médecine d'urgence.
  - UFML-Syndicat [21], Syndicat Union Française pour une Médecine Libre
- Pharmaciens d'officine :
  - FSPF, Fédération des syndicats pharmaceutiques de France;
  - USPO, Union des Syndicats de Pharmaciens d’Officine[22].
- Infirmiers :
  - Infirmiers libéraux :
    - Convergence infirmière, Confédération syndicale des infirmiers libéraux.
    - FNI, Fédération nationale des infirmiers;
    - ONSIL, Organisation nationale Syndicats Infirmiers Libéraux;
    - SNIIL, Syndicat national des infirmières et infirmiers libéraux;
    - SPIL, Syndicat des professionnels infirmiers libéraux.

  - Infirmiers salariées :
    - CNI, Coordination nationale infirmière
    - SNPI, Syndicat national des professionnels infirmiers

  - Infirmiers scolaire : SNICS, Syndicat des infirmiers conseillers de santé
- Masseurs-Kinésithérapeutes :
  - FFMKR Fédération Française des Masseurs Kinésithérapeutes Rééducateurs.
  - SNMKR Syndicat national des masseurs kinésithérapeutes rééducateurs
  - Alizé (mixte)
- Médecine du travail :
  - CFE-CGC Santé Travail
  - SNPST, Syndicat National des Professionnels de Santé au Travail
- Orthophonistes :
  - Fédération nationale des orthophonistes (FNO), syndicat reconnu représentatif.
  - Fédération des orthophonistes de France (FOF)
- Ostéopathes :
  - Chambre nationale des ostéopathes (CNO)
  - Syndicat français des ostéopathes (SFDO)
  - Syndicat national des ostéopathes de France (SNOF)
  - Syndicat national des ostéopathes du sport (SNOS)
- Pédicures-podologues :
  - Fédération nationale des podologues (FNP)
  - Syndicat national des podologues (SNP)
- Podo-orthésistes :
  - UPODEF, Union des podo-orthésistes de France
- Psychomotriciens :
  - SNUP (Syndicat national d'union des psychomotriciens)
- Sages-femmes :
  - Organisation nationale syndicale des sages-femmes (ONSSF)
  - Union nationale syndicale des sages-femmes (UNSSF)
- Scientifiques (docteurs en sciences) :
  - SNSH Syndicat national des scientifiques hospitaliers
- Maisons de retraite privées :
  - Syndicat national des établissements et résidences privés pour personnes âgées.
  - Fédération CNT santé sociale.

### Agriculture
- Fédération nationale des syndicats d'exploitants agricoles (FNSEA)
- Jeunes agriculteurs
- Confédération paysanne
- Coordination rurale
- Mouvement de défense des exploitants familiaux (MODEF)
- Syndicat des entreprises de tourisme équestre (SNETE)
- UNSA Agriculture Agroalimentaire
- Organisation du secteur laitier
- La confédération nationale des salariés de France et la fédération nationale des salariés de l'alimentation (C.N.S.F.-F.N.C.R.)
- La fédération des syndicats chrétiens des organismes et professions de l'agriculture CFTC
- La fédération générale agroalimentaire (FGA) CFDT.
- La fédération générale des travailleurs de l'agriculture, de l'alimentation et secteurs connexes (FGTA) FO
- La fédération syndicale nationale des coopératives laitières
- Le syndicat national des cadres de coopératives agricoles et SICA (SNCCA) CGC.

### Professions artistiques
- F3C CFDT
- SNAPAC CFDT
- Syndicat des écrivains de langue française (SELF)
- Syndicat français des compositrices et compositeurs de musique contemporaine (SMC)

#### Artistes plasticiens
- Syndicat National des Artistes Plasticiens CGT (SNAPCGT)
- F3C CFDT
- SNAPAC CFDT

#### professions de la photographie (3168)[23]
- Fédération française de la photographie et des métiers de l'image (FFPMI), anciennement GNPP [24]
- Fédération Française des Négociants en Photo Video (FNP-GEPRA)

#### Production cinématographique -CCNno3097
- Association des producteurs de cinéma
- Association des Producteurs Indépendants
- Syndicat des Producteurs Indépendants
- Syndicat National des Travailleurs et Techniciens de la Production cinématographique et de Télévision
- Fédération Nationale du Spectacle, de l'Audiovisuel et du Cinéma CGT
- F3C CFDT
- SNAPAC CFDT
- CNT-CCS
- Centrale syndicale chrétienne du spectacle, du film, du théâtre CFTC, le 12 juin 1978

<RL Syndicat indépendant des artistes interprètes (SIA), le 1er octobre 1984 et le 8 décembre 1987
- Syndicat français des artistes-interprètes ;
- Syndicat indépendant des artistes interprètes (SIA), le 8 décembre 1987
- Syndicat national libre des acteurs

### TIC

#### Activités informatiques -CCNno3018
Organisations patronales :
- CICF Informatique
- Syntec Numérique

Organisations de salariés :
- Specis - UNSA
- Fédération CGT des sociétés d'études
- FIECI - CFE CGC
- FEC - FO
- CSFV - CFTC
- F3C CFDT
- Betor-Pub CFDT
- Syndicat 7S (Soutien aux Salariés du Syntec)
- Solidaires Informatique (syndicat de l'Union syndicale Solidaires)

Autres organisations professionnelles :
- Munci
- Association française des éditeurs de logiciels (AFDEL).
- Alliance-TICS.

#### Internet, Télécoms
- Fédération française des télécoms
- F3C CFDT
- AFA, Association des Fournisseurs d'Accès et de services internet
- AFOM, Association Française des Opérateurs Mobiles
- AFORS, Association des Opérateurs de Réseaux et Services de Télécommunications
- SNIR, syndicat National des Installateurs en Radiocommunications
- Sud-PTT (syndicat de l'Union syndicale Solidaires)
- Syndicat national des télécoms - CFE CGC (SNT-CFE-CGC)

### Transports
- Fédération Solidaires Transport (syndicat de l'Union Syndicale Solidaires)
- OTRE - Organisation des transporteurs routiers européens

#### Transport routier de marchandises
- Association des utilisateurs de transport de fret (AUTF)
- Fédération française des déménageurs (FFD)
- Fédération Nationale des Conducteurs Routier (FNCR)
- Fédération nationale des transports routiers (FNTR)
- Fédération des entreprises de transport et logistique de France (TLF)
- OTRE - Organisation des transporteurs routiers européens
- Union nationale des compagnies aériennes françaises
- Union nationale des organisations syndicales des transporteurs routiers automobiles (UNOSTRA)

#### Transport aérien
- Syndicat des compagnies aériennes autonomes
- Fédération nationale de l'aviation marchande (FNAM)
- Syndicat national des exploitants d'hélicoptères
- SUD Aérien (syndicat de l'Union syndicale Solidaires)
- SITTA (Syndicat indépendant du transport et transport aérien)

### Autres

#### Fourrure -CCNno3067
codes NAF 18.3Z, 51.4C et 52.4C
- Chambre syndicale des fourreurs de la région du Nord
- Chambre syndicale des fourreurs et pelletiers
- Chambre syndicale des fourreurs et pelletiers de la région lyonnaise
- Chambre syndicale des fourreurs et pelletiers des Alpes-Maritimes et de la Principauté de Monaco
- Chambre syndicale des fourreurs et pelletiers du Centre-Est
- Chambre syndicale des fourreurs et pelletiers, lustreurs et apprêteurs de Marseille et de la région
- Chambre syndicale des maîtres et artisans de la fourrure de la région parisienne
- Chambre syndicale des pelletiers
- Fédération de l'habillement CFDT
- Fédération Force ouvrière des cuirs et peaux, du vêtement et des activités connexes
- Fédération nationale de la fourrure
- Fédération nationale des maîtres et artisans de la fourrure
- Fédération nationale des travailleurs de l'habillement-chapellerie CGT
- Syndicat national des cadres et agents de maîtrise de l'habillement CGC
- Syndicat national des industries de la fourrure
- Syndicat professionnel des fourreurs et pelletiers de l'Ouest et du Centre
- Syndicat professionnel des fourreurs et pelletiers du Forez et du Massif Central
- Syndicat professionnel régional des pelleteries et fourrures de Toulouse.

#### Géomètre-Expert Géomètre-Topographe Photogrammètre Expert-Foncier CNNno3205
Géomètre topographe (code NAF : 7112A)
- Union nationale des géomètres experts (unge)
- Chambre syndicale nationale des géomètres topographes (csngt)
- Syndicat national des entreprises privées de la photogrammétrie et de l’Imagerie Métrique (sneppim)

#### Manutention ferroviaire -CCNno3170
code NAF 63.1A
- Fédération des syndicats chrétiens du personnel des transports sur route et similaires CFTC
- Fédération générale des syndicats CFDT des transports
- Fédération nationale des ports et docks et assimilés (section de la manutention ferroviaire et travaux connexes) CGT - FO
- Fédération nationale des ports et docks et des transports, entrepôts des magasins généraux et publics, manutention des fleuves, rivières, canaux et villes de France et des départements d'outre-mer CGT
- Syndicat des manutentionnaires, dockers, charbonniers et similaires de Paris et de la région parisienne CGT
- Syndicat national des cadres de direction et de maîtrise des transports CGC
- Syndicat national des cadres et agents de maîtrise de la manutention ferroviaire et travaux connexes CGT
- Syndicat national des entrepreneurs de manutention ferroviaire et travaux connexes
- Syndicat national FO des cadres, agents de maîtrise, techniciens et employés des entreprises de manutention ferroviaire et travaux connexes
- UNSA (Libres ensemble), fédération des commerces et des services

#### Prévention et sécurité -CCNno3196
Code NAF 9411 Z
- La Fédération Française des Métiers de l'Incendie (FFMI)[25]

Code NAF 80.10
- Syndicat Autonome des Agents Cynophiles (S2AC)

- la chambre syndicale nationale des entreprises de sécurité (CSNES)
- la confédération française de l'encadrement CGC
- la fédération des personnels du commerce de la distribution et des services CGT
- la fédération CFDT des services
- la fédération des employés, cadres, techniciens, agents de maîtrise CFTC
- la fédération des travaux publics, portuaires de la marine et des transports FO
- la fédération générale des autonomes du secteur privé, 22 rue Saint-Vincent-de-Paul, 75010 Paris (opposition : Fédération nationale de l'encadrement du commerce et des services
- la fédération nationale des métiers de la prévention, de la sécurité, des services annexes, 22 rue Corvisart, 75013 Paris (FNMPSSA)
- le SYNDAPS-CGTR, 144, rue Général-de-Gaulle, BP 829, 97476 Saint-Denis Cedex
- le syndicat des professionnels de la sécurité, le 8 janvier 1987
- le syndicat national des entreprises de prévention et de sécurité (SNEPS)
- le syndicat national des exploitants en télésécurité (SNET)
- le syndicat national des professionnels de la protection et de la sécurité (SNPS), le 2 novembre 1989
- le syndicat professionnel des entreprises de sécurité exerçant des activités de sûreté aérienne et aéroportuaire (SPESSAA), sis 101-109 rue Jean-Jaurès, 92300 Levallois-Perret
- l'union nationale des syndicats autonomes prévention-sécurité
- Le syndicat Sud Prévention Sécurité

Activité sécurité passive incendie
- le Groupement Technique Français contre l'Incendie[27]

Code Naf 80.30 Activité d'enquête
- APAR Association professionnelle des agents de recherches
- ADEXA Syndicat national des enquêteurs d'assurances
- CNSP-ARP Conseil National Supérieur Professionnel des Agents de Recherches privées
- SNARP Syndicat National des Agents de Recherches Privées
- UFEDP Union fédérale des enquêteurs de droit privé

Autres organismes d'enquêtes
- CNCE Chambre Nationale des Commissaires enquêteurs
- Fédération des associations judiciaires (enquêteurs de personnalité)

#### Fruits et légumes (expédition et exportation) -CCNno3233
code NAF 51.3A
- Association nationale des expéditeurs et exportateurs de fruits et légumes (ANEEFEL)
- Fédération nationale CFTC des syndicats de l'alimentaire, du spectacle et des prestations de service
- Fédération générale des travailleurs de l'agriculture, de l'alimentation, et des secteurs connexes (FGTA-FO)
- Fédération nationale du personnel d'encadrement des industries et commerces agroalimentaires (FNCA-CGC).

#### Manutention portuaire -CCNno3273
code NAF 631A
- Coordination nationale des travailleurs portuaires et assimilés
- Fédération des officiers de la Marine marchande CGT
- Fédération Force ouvrière de l'équipement, de l'environnement, des transports et des services pour les personnels de la marine marchande
- Fédération Force ouvrière de l'équipement, de l'environnement, des transports et des services pour le personnel portuaire
- Fédération nationale des ports et docks CGT
- Fédération nationale des syndicats maritimes CGT
- Syndicat national de l'encadrement des personnels sédentaires des compagnies de navigation CFE-CGC
- Syndicat national des cadres navigants de la marine marchande CFE-CGC
- Syndicat national des personnels navigants et sédentaires CFTC
- Union fédérale maritime CFDT pour le personnel de la marine marchande
- Union fédérale maritime CFDT pour le personnel portuaire
- Union nationale des industries de la manutention

#### Publicité - CCNno3073
code NAF 73.12Z (Régie publicitaire de médias)
- F3C CFDT
- Betor-Pub CFDT
- SNPTV Syndicat National de la Publicité TéléVisée.
- Observatoire des métiers de la publicité

#### Distribution Directe -CCNno3316
code NAF 73.11Z
- F3C CFDT
- CGT-FILPAC
- Fédération CFTC des postes et télécommunications
- Fédération communication et culture (FTILAC) CFDT
- Fédération des employés et cadres (FEC) FO
- Syndicat national de presse, édition et publicité (SNPEP) FO
- Syndicat national des cadres et techniciens de promotion publicité (SNCTPP) CFE-CGC

#### Activités de pleine nature
- UNAM - Union Nationale des Accompagnateurs en Montagne
- SYNAPCCA - Syndicat National Professionnel des Conducteurs de Chiens Attelés
- SNAPEC -Syndicat National des Professionnels de l'Escalade et du Canyon
- SMGPF - Syndicat des Moniteurs Guides de Pêche Français
- ANMP - Association nationale des moniteurs de plongée
- SNMP - Syndicat national des moniteurs de plongée
- SNMCF - Syndicat national des moniteurs cycliste Français

#### Recherche
- SGEN-CFDT Recherche EPST
- Sud-Recherche EPST

### Tourisme
- GEFIL, Syndicat national de l'ingénierie loisirs culture tourisme
- SNRT, Syndicat National des Résidences de Tourisme et Apparthotels

#### Espaces de Loisirs, d'Attractions et Culturels -CCN ELACIDCC 1790
- SNELAC, Syndicat National des Espaces de Loisirs, d'Attractions et Culturels[29]

Codes NAF
- 93.21Z : « Activités des parcs d'attractions et parcs à thème » ;
- 93.29Z : « Autres activités récréatives et de loisirs » ;
- 91.02Z : « Gestion des musées » ;
- 91.03Z : « Gestion des sites et monuments historiques et des attractions touristiques similaires » ;
- 91.04Z : « Gestion du patrimoine naturel »[30].

#### Hôtels, Cafés, Restaurants - CCNn°3292
- UMIH, Union des métiers et des industries de l'hôtellerie

#### Autres services
- Comportementalistes
  - Syndicat des Comportementalistes
- Médiateurs professionnels
  - Chambre professionnelle de la médiation et de la négociation CPMN - syndicat des médiateurs
- Prestataires et conseils en écriture
  - SNPCE Syndicat national des prestataires et conseils en écriture